# Kaligagan
Kaligagan è una piccola isola del gruppo delle Krenitzin, un sottogruppo delle isole Fox, nell'arcipelago delle Aleutine orientali e appartiene all'Alaska (USA).
Kaligagan è stata registrata con questo nome nel 1852 dal capitano Mihail Teben'kov della Marina imperiale russa. L'isola si trova nel mare di Bering, a nord-est di Tigalda; è lunga solo 1,6 km ed è disabitata.